# マイ・ディア・ミスター〜私のおじさん〜
『マイ・ディア・ミスター ～私のおじさん～』（原題：나의_아저씨）は、韓国tvNにて2018年3月21日から5月17日に放送されたテレビドラマ。全16話。
本作品は、2019年に日本・テレビ朝日で放送されたドラマ『私のおじさん～WATAOJI～』とは同タイトルであるが無関係である。

## あらすじ
ままならない人生の不条理に耐えながら生きるおじさん三兄弟（パク・サンフン、パク・ドンフン、パク・ギフン）と、若くして人生の苦しみを一人で背負って生きているイ・ジアンが、お互いの人生を癒していく物語。

## 略歴
2017年
11月13日にイ・ソンギュン、IU、オ・ダルス、ソン・セビョクなどが主要キャストとして確定し、tvNの水木ドラマ「Mother」の後番組として2018年上半期に韓国で放映されることが発表された。
12月9日にイ・ジアが出演することが確定。12月18日に最初の台本読み合わせを行い、撮影を開始した。
2018年
2月21日に初のスチールカットが公開。2月27日にオ・ダルスがセクハラ疑惑浮上により降板を発表。2月28日に公式報道資料を通してオ・ダルスの後任としてパク・ホサンの合流を発表。
3月7日に予告ポスター、3月14日にIUの単独予告映像、3月20日にキャラクターポスターが公開された。撮影スケジュールの理由から制作発表会は行わず、3月21日に韓国tvNにて放送開始した。
4月11日に永登浦タイムスクエアAMORISホールで記者懇談会が開催された。5月18日に放送終了。
2019年
4月7日から4月13日まで、J:COM Wonder Studio (東京ソラマチ（R）内)にて「マイ・ディア・ミスター ～私のおじさん～」放送記念スペシャルイベントが開催された。
また、日本でのDVD-BOX発売が決定し、5月10日にDVD-BOX1、6月5日にDVD-BOX2が発売された。邦題タイトルは「マイ・ディア・ミスター～私のおじさん」である。

## キャスト

### メイン
- パク・ドンフン：イ・ソンギュン

パク家の次男。サムアンE&Cの修繕チーム部長。45歳。
いつも自分の意見を言わず、平穏を好む性格で争いごとを好まない。
- イ・ジアン：イ・ジウン（子供時代：キム・ギュリ）

サムアンE&Cで働く契約社員。21歳。
母が残した膨大な借金を返すために、仕事をいくつも掛け持ちしている。不愛想で無表情。生きるために必死で働いている。

### ドンフンの周辺の人たち
- ピョン・ヨスン：コ・ドゥシム（朝鮮語版）

ドンフンの母。息子たちの将来を心配している。
- パク・サンフン：パク・ホサン（朝鮮語版）

パク家の長男。長年勤めていた会社をクビになり、妻と別居中のため、無職で実家にいる。
- パク・ギフン：ソン・セビョク（朝鮮語版）

パク家の三男。かつては天才と呼ばれ、期待されていた映画監督。しかしデビュー作が失敗に終わった。
- カン・ユニ：イ・ジア

次男ドンフンの妻。弁護士。ジュニョンの不倫相手。
- パク・ジソク：チョン・ジフン

ドンフン夫妻の息子。海外の学校に通っている。
- チョ・エリョン：チョン・ヨンジュ（朝鮮語版）

長男サンフンの妻。

### ジアンの周辺の人たち
- イ・ボンエ：ソン・スク（朝鮮語版）

ジアンの祖母。足が悪く、耳が聴こえないため、ジアンとは手話で会話をしている。
- ソン・ギボム：アン・スンギュン

ジアンの親友。
- イ・グァンイル：チャン・ギヨン

ジアンをいつも脅迫し、毎日のように取り立てる借金取り。
- ジョンス：ホン・イン

グァンイルの仕事仲間。

### サムアンE&Cの人たち
- ト・ジュニョン：キム・ヨンミン（朝鮮語版）

サムアンE&C社長。ドンフンの大学時代の後輩である。
- チャン・ハング：シン・グ

サムアンE&Cの会長。
- ワン・ヨングン：チョン・グクファン（朝鮮語版）

サムアンE&Cの専務。
- パク・ドンウン：チョン・ヘギュン（朝鮮語版）

サムアンE&Cの常務。
- ユン・サンテ：チョン・ジェソン（朝鮮語版）

サムアンE&Cの常務。
- チョン・チャンモ：シン・ダムス

サムアンE&Cの常務。
- ソン課長：ソ・ヒョヌ（朝鮮語版）
- キム代理：チェ・ドンヒョン（朝鮮語版）
- ヨ・ヒョンギュ：キム・ミンソク（朝鮮語版）
- チョン・チェリョン：リュ・ソニョン

### その他の人物
- チェ・ユラ：クォン・ナラ

ギフンが監督を務めた長編映画のヒロイン役。
- ギョムドク：パク・ヘジュン（朝鮮語版）

ドンフンの友人。
- ジョンヒ：オ・ナラ

ドンフンの友人。ジョンヒの店を経営している。

## 放送日程
| 放送話     | タイトル           | 韓国放送日    | 韓国視聴率 | 韓国視聴率 |
| 放送話     | タイトル           | 韓国放送日    | 全国       | 首都圏     |
| ---------- | ------------------ | ------------- | ---------- | ---------- |
| 第1話      | 間違われた賄賂     | 2018年3月21日 | 3.923%     | 4.467%     |
| 第2話      | 不純な救世主       | 2018年3月22日 | 4.133% ↑   | 4.786% ↑   |
| 第3話      | 嫌いになってほしい | 2018年3月28日 | 3.373% ↓   | 4.102% ↓   |
| 第4話      | 家族の絆           | 2018年3月29日 | 3.611% ↑   | 3.851% ↓   |
| 第5話      | 月を見た夜         | 2018年4月4日  | 3.936% ↑   | 4.838% ↑   |
| 第6話      | 妻のコートの香り   | 2018年4月5日  | 4.038% ↑   | 4.468% ↓   |
| 第7話      | 敵に与えた逃げ道   | 2018年4月11日 | 4.487% ↑   | 5.234% ↑   |
| 第8話      | 惨めな別れ         | 2018年4月12日 | 5.313% ↑   | 5.671% ↑   |
| 第9話      | 拳の中の涙         | 2018年4月18日 | 4.803% ↓   | 5.413% ↓   |
| 第10話     | 昇進への決意       | 2018年4月19日 | 5.824% ↑   | 6.472% ↑   |
| 第11話     | 机の中のプレゼント | 2018年4月25日 | 4.965% ↓   | 5.926% ↓   |
| 第12話     | 哀れな者同士       | 2018年4月26日 | 6.035% ↑   | 6.572% ↑   |
| スペシャル | スペシャル         | 2018年5月2日  | 3.187% ↓   | 4.008% ↓   |
| 第13話     | 兄弟の痛み         | 2018年5月9日  | 5.635% ↑   | 6.227% ↑   |
| 第14話     | 4回以上の親切      | 2018年5月10日 | 6.468% ↑   | 7.374% ↑   |
| 第15話     | 最後の盗聴         | 2018年5月16日 | 5.819% ↓   | 6.221% ↓   |
| 第16話     | 尊い縁             | 2018年5月17日 | 7.352% ↑   | 8.170% ↑   |

## 受賞歴
- 2018年　2018 APAN STAR AWARDS - 演出賞 (キム・ウォンソク)、中編ドラマ 最優秀演技賞 (IU)、新人賞 (チャン・ギヨン)[16]
- 2018年　第2回 THE SEOUL AWARDS (ドラマ部門) - 大賞[17]
- 2018年　2018 Mnet Japan Awards - ドラマ部門TOP3 [18]
- 2018年　第31回 韓国放送作家賞 - ドラマ部門 (パク・ヘヨン)[19]

- 2019年　第55回 百想芸術大賞 (ドラマ部門) - ドラマ作品賞、脚本賞 (パク・ヘヨン)[20]

## OST
「나의 아저씨（→マイ・ディア・ミスター ～私のおじさん～）」オリジナル・サウンドトラック
| #         | タイトル                                                        | 作詞                     | 作曲             | 歌手             | 時間  |
| --------- | --------------------------------------------------------------- | ------------------------ | ---------------- | ---------------- | ----- |
| 1.        | 「그 사나이」(その男)                                           | ハム・ジュンア           | ハム・ジュンア   | イ・フィムン     | 3:52  |
| 2.        | 「어른」(大人)                                                  | ソ・ドンソン, イ・チフン | パク・ソンイル   | Sodia            | 4:19  |
| 3.        | 「Dear Moon」                                                   | IU                       | ジェフィ         | ジェフィ         | 4:58  |
| 4.        | 「There's Rainbow (Band ver.)」(虹はある)                       | ソ・ドンソン             | パク・ソンイル   | Vincent Blue     | 3:23  |
| 5.        | 「내 마음에 비친 내 모습 (Piano Ver.)」(私の心に映った自分の姿) | ユ・ジェハ               | ユ・ジェハ       | クァク・ジンオン | 4:53  |
| 6.        | 「Title of 나의 아저씨」                                        |                          | キム・ジュンソク | キム・ジュンソク | 0:39  |
| 7.        | 「나의 아저씨」(私のおじさん)                                   |                          | キム・ジュンソク | キム・ジュンソク | 2:15  |
| 8.        | 「마음이 쉬고 싶을 때」(心が休みたいとき)                       |                          | チョン・セリン   | チョン・セリン   | 2:59  |
| 9.        | 「우리 식구」(私たちの家族)                                     |                          | イ・ユンジ       | イ・ユンジ       | 3:15  |
| 10.       | 「삶의 무게」(人生の重さ)                                       |                          | キム・ジュンソク | キム・ジュンソク | 2:47  |
| 11.       | 「죄책감」(罪悪感)                                              |                          | チョン・セジン   | チョン・セジン   | 2:08  |
| 12.       | 「삼형제」(三兄弟)                                              |                          | ノ・ユリム       | ノ・ユリム       | 2:32  |
| 13.       | 「현실주의」(現実的)                                            |                          | ク・ボンチュン   | ク・ボンチュン   | 1:53  |
| 14.       | 「뒷조사」(内偵)                                                |                          | イ・ユンジ       | イ・ユンジ       | 3:01  |
| 15.       | 「위험한 아이」(危険な子供)                                     |                          | チョン・セジン   | チョン・セジン   | 2:20  |
| 16.       | 「마지막 자존심」(最後の自尊心)                                 |                          | ク・ボンチュン   | ク・ボンチュン   | 2:00  |
| 合計時間: | 合計時間:                                                       | 合計時間:                | 合計時間:        | 合計時間:        | 47:14 |

| #         | タイトル                                                   | 作詞         | 作曲             | 歌手               | 時間  |
| --------- | ---------------------------------------------------------- | ------------ | ---------------- | ------------------ | ----- |
| 1.        | 「보통의 하루」(普通の一日)                                | パク・アセル | パク・アセル     | チョン・スンファン | 4:34  |
| 2.        | 「무지개는 있다 (Acoustic Ver.)」(虹はある)                | ソ・ドンソン | パク・ソンイル   | O.WHEN             | 3:12  |
| 3.        | 「내 마음에 비친 내 모습」(私の心に映った自分の姿)         | ユ・ジェハ   | ユ・ジェハ       | クァク・ジンオン   | 4:33  |
| 4.        | 「백만송이 장미」(百万本のバラ)                            | シム・スボン | Raimonds Pauls   | コ・ウリム         | 4:39  |
| 5.        | 「숲」(森)                                                 | パク・アセル | パク・アセル     | チソン             | 4:25  |
| 6.        | 「드러나는 진실」(あらわれる真実)                          |              | ILULIY           | ILULIY             | 2:24  |
| 7.        | 「퇴근길」(仕事帰り)                                       |              | キム・ジュンソク | キム・ジュンソク   | 3:11  |
| 8.        | 「우린 둘 다 자기가 불쌍해요」(私たちはお互いにかわいそう) |              | イ・ユンジ       | イ・ユンジ         | 2:40  |
| 9.        | 「그들만의 사랑법」(彼らだけの愛の方法)                    |              | ILULIY           | ILULIY             | 2:17  |
| 10.       | 「구겨진 인생」(しわくちゃの人生)                          |              | キム・ヒョンジュ | キム・ヒョンジュ   | 2:03  |
| 11.       | 「사회생활」(社会生活)                                     |              | ILULIY           | ILULIY             | 2:15  |
| 12.       | 「작전 설계」(作戦の設計)                                  |              | ノ・ユリム       | ノ・ユリム         | 2:17  |
| 13.       | 「덫」(罠)                                                 |              | ソ・イェリン     | ソ・イェリン       | 2:23  |
| 14.       | 「도청」(盗聴)                                             |              | キム・ヒョンジュ | キム・ヒョンジュ   | 2:15  |
| 15.       | 「은밀한 거래」(秘密の取引)                                |              | イ・ユンジ       | イ・ユンジ         | 2:56  |
| 16.       | 「마음의 거리」(心の距離)                                  |              | ノ・ユリム       | ノ・ユリム         | 2:32  |
| 17.       | 「그런 사람」(そんな人)                                    |              | イ・ユンジ       | イ・ユンジ         | 1:08  |
| 合計時間: | 合計時間:                                                  | 合計時間:    | 合計時間:        | 合計時間:          | 49:44 |

デジタルシングル
- 나의 아저씨 OST Part.1（2018年3月22日）- イ・フィムン「그 사나이」

- 나의 아저씨 OST Part.2（2018年3月29日）- Sondia「어른」

- 나의 아저씨 OST Part.3（2018年4月5日）- チョン・スンファン「보통의 하루」

- 나의 아저씨 OST Part.4（2018年4月12日）- ジェフィ「Dear Moon」

- 나의 아저씨 OST Part.5（2018年4月19日）- コ・ウリム「백만송이 장미」
- 나의 아저씨 OST Part.6（2018年4月26日）- Vincent Blue、O.WHEN「무지개는 있다」

- 나의 아저씨 OST Part.7（2018年5月10日）- クァク・ジンオン「내 마음에 비친 내 모습」

- 나의 아저씨 OST Part.8（2018年5月17日）- チソン「숲」

## 映像作品
| タイトル                                                                                     | 発売日        | 販売元           | EANコード         |
| -------------------------------------------------------------------------------------------- | ------------- | ---------------- | ----------------- |
| マイ・ディア・ミスター ～私のおじさん～ DVD-BOX1                                             | 2019年5月10日 | コンテンツセブン | EAN 4571423731933 |
| マイ・ディア・ミスター ～私のおじさん～ DVD-BOX2                                             | 2019年6月5日  | コンテンツセブン | EAN 4571423731957 |
| マイ・ディア・ミスター ～私のおじさん～ スペシャルプライス版 イッキ見！まるごとBlu-ray       | 2020年9月25日 | コンテンツセブン | EAN 4571423732497 |
| マイ･ディア･ミスター ～私のおじさん～ スペシャルプライス版コンパクトDVD-BOX1（期間限定生産） | 2022年2月4日  | コンテンツセブン | EAN 4571423733364 |
| マイ･ディア･ミスター ～私のおじさん～ スペシャルプライス版コンパクトDVD-BOX2（期間限定生産） | 2022年2月4日  | コンテンツセブン | EAN 4571423733371 |

## 日本での放送

### 放送局
- Mnet Japan（2018年）- 日本初放送
- アジアドラマチックTV（2019年）[14]
- BS11 (2019年）[21]
- 日テレプラス（2019年）
- テレビ和歌山 (2020年）
- LaLa TV (2020年）
- BS朝日（2021年）[22]
- KBS京都（2021年）[23]
- BSフジ（2022年）
- TVQ九州放送（2022年）
- BSJapanext（2024年）

### 配信
- Rakuten TV (2019年）
- U-NEXT (2019年）
- dTV (2020年）
- FODプレミアム (2020年）
- Netflix (2020年）
- Amazon Prime Video（2021年）